# Órgão público
Órgão público é um conjunto de competências criado pelo Estado para representar sua opinião em determinadas matérias. É importante saber que os órgãos públicos não possuem personalidade jurídica ou capacidade processual, dessa maneira respondem pelos seus atos o ente federativo(União, Distrito Federal, Estado ou Município) que o criou.

## Características
Os órgãos públicos são resultado da desconcentração da função administrativa, que é a distribuição de competências da entidade entre núcleos menores e subordinados de atuação.
Assim, os órgãos públicos podem ser conceituados como frações despersonalizadas da entidade, ou seja, frações que não possuem personalidade jurídica própria.
De acordo com a teoria do órgão, a vontade da entidade se expressa através da atuação dos órgãos, de maneira que tal atuação respalda na responsabilidade da entidade pela qual atuam, afinal, não tendo personalidade própria, há que se concluir que terceiro responderá pela atuação do órgão em questão. Sendo assim, como os órgãos públicos atuam através da atividade dos agentes públicos, a conduta destes é de responsabilidade direta da entidade que representam.
Apesar de serem característicos da Administração Direta, os órgãos públicos são passíveis de existência também na Administração Indireta, sendo que autarquias, fundações e outras unidades próprias da descentralização, podem, também, contar com órgãos.

## Classificação
São diversos os critérios adotados pela doutrina brasileira para classificar os órgãos públicos. Assim, veremos os principais - que são quatro - os quais possuem suas próprias subdivisões.

### Quanto à Esfera de ação
Centrais: aqueles cujas atribuições são exercidas em todo o território nacional, estadual ou municipal, conforme o ente político do poder executivo a que estiver ligado. São os Ministérios, as Secretarias de Estado e as de Município, respectivamente.
Locais: são aqueles cuja atuação se dá numa parte específica do território. É o caso das Delegacias Regionais da Receita Federal e das Delegacias de Polícia.

### Quanto à Posição Estatal
a)- Independentes: Têm suas competências definidas pelo texto constitucional e são representativos dos três poderes do Estado. São considerados o mais alto escalão do governo, sem qualquer subordinação hierárquica ou funcional e sujeitos apenas ao controle constitucional de um sobre o outro. Entram nessa categoria as Casas Legislativas, a Chefia do Executivo (tendo seus agentes inseridos por meio de eleições) e os Tribunais.
b)- Autônomos: estão localizados na cúpula da administração e gozam de autonomia administrativa, técnica e financeira, estando subordinados diretamente à chefia dos órgãos independentes. São exemplos: os Ministérios, o Serviço Nacional de Informações e o Ministério Público.
c)- Superiores: são órgãos de direção, controle e comando, porém sujeitos à subordinação e ao controle hierárquico de suas chefias. Além disso, não possuem autonomia administrativa nem financeira. É o caso das coordenadorias, gabinetes e departamentos.
d)- Subalternos: exercem atribuições de mera execução e possuem reduzido poder decisório. Eles encontram-se subordinados hierarquicamente aos órgãos superiores de decisão. São exemplos as seções de expediente, de material, de portaria etc.

### Quanto à Estrutura
A classificação quanto à estrutura leva em consideração, a partir do órgão analisado, se existe ou não um processo de desconcentração, se há ramificações que levam a órgãos subordinados ao órgão analisado.
a)- Simples ou Unitários: são constituídos por um único centro de atribuições, sem subdivisões internas, independentemente do número de cargos. É o caso do Gabinete da Presidência da República.
b)- Compostos: são aqueles que reúnem em sua estrutura diversos outros órgãos, como é o caso dos Ministérios, que possuem várias ramificações até chegar aos órgãos unitários, onde não há mais divisões.

### Quanto à Composição ou Atuação Funcional
a)- Singulares: são aqueles cujas decisões são atribuições de um único agente. Assim, ainda que possuam agentes auxiliares, um deles é o titular, o responsável pelas principais decisões a serem tomadas. Temos como exemplo a Presidência da República
b)- Colegiados: a atuação e as decisões dos órgãos colegiados acontecem mediante obrigatória manifestação conjunta de seus membros. O Tribunal de Impostos e Taxas é um exemplo.

## Agentes Públicos
Agentes públicos são todos aqueles que, a qualquer título, executam uma função pública como prepostos do Estado. São integrantes dos órgãos públicos, cuja vontade é imputada à pessoa jurídica.
Como se sabe, o Estado só se faz presente através das pessoas físicas que em seu nome manifestam determinada vontade, e é por isso que essa manifestação volitiva acaba por ser imputada ao próprio Estado. Dessa forma agentes públicos são todas essas pessoas físicas que constituem os órgãos públicos.

## Cargos e funções públicos
Cargo público, pode ser definido como “o lugar instituído na organização do serviço público, com denominação própria, atribuições e responsabilidades específicas e estipêndio correspondente, para ser provido e exercido por um titular, na forma estabelecida em lei.”
O Estatuto Federal dos Servidores, Lei n. 8.112/90, artigo 3º, registra que cargo é o “conjunto de atribuições e responsabilidades previstas na estrutura organizacional que devem ser cometidas a um servidor”.
Não existe cargo sem função, mas a função subsiste sem cargo; e, por outro lado, que a ordem jurídica brasileira não admite a estabilidade de servidor em função, mas somente no exercício de cargo, com provimento decorrente da admissão em concurso público.